# Неизведанный остров
«Неизведанный остров» (англ. Unknown Island) — американский фантастико-приключенческий фильм режиссёра Джека Бернхарда. Продолжительность картины составляет 75 минут. Премьера состоялась 15 октября 1948 года.

## Сюжет
Во время Второй мировой войны лётчик Тед Осборн летал над необитаемым островом в Тихом океане и видел на нём странных животных. После окончания войны Тед решает отправиться на остров и обследовать его. Он собирает экспедицию и отправляется на остров. Вскоре путешественники обнаруживают на острове доисторических животных. Тед фотографирует их, затем в лагере проявляет фотографии. Вскоре один из группы погибает. Оставшиеся члены экспедиции напуганы. Они хотят покинуть остров. Но Тед настаивает на том, что нужно ещё остаться. Между Тедом и другими членами группы разгорается конфликт. А множество агрессивных доисторических чудовищ начинают на путешественников охоту. Нет гарантии, что люди смогут уйти с острова целыми и невредимыми.

## В ролях
- Вирджиния Грей — Кэрол Лейн
- Филлип Рид — Тед Осборн
- Ричард Деннинг — Джон Фэйрбэнкс
- Бартон Маклейн — капитан Тарновски
- Дик Уэссел — Сандерсон
- Рэй Корриган — монстр (в титрах не указан)

## Художественные особенности
Фильм снят на цветную плёнку, но спецэффекты и постановка оставляют желать лучшего. Как правило монстров изображали люди в костюмах. Использовались также старые архивные съёмки. Сюжет тоже достаточно прост и незамысловат.